# Capula
Capula es una localidad del estado de Michoacán, ubicada en el municipio de Morelia.

## Toponimia
Tan solo en su historia, la tenencia de Capula en cuanto a sus orígenes son indígenas, los primeros habitantes fueron de una etnia tecpaneca (nahuas) que sólo pasó por el sitio para dirigirse al valle de Anáhuac; posteriormente, en el siglo XIV fue ocupada por los purépecha del Irecha Tariácuri. En este siglo tenía el nombre de Xénkuarhu, con el significado de ‘lugar de xénkua’, no obstante este nombre ya existía con el topónimo nahua.

## Geografía
Se encuentra ubicada a 2100 m s. n. m. en las coordenadas 101°23'36" de longitud este y 19°40'25" de latitud norte.
Su clima es templado.

## Población
De acuerdo con el Conteo de Población y Vivienda 2020, su población total era de 5624 habitantes, de los cuales 2763 eran hombres y 2861 mujeres.
| Año  | Habitantes Mujeres | Habitantes hombres | Total habitantes |
| ---- | ------------------ | ------------------ | ---------------- |
| 2020 | 2861               | 2763               | 5624             |
| 2010 | 2619               | 2467               | 5086             |
| 2005 | 2306               | 2111               | 4417             |

## Historia
El pueblo, pese a su gran cercanía a la cabecera municipal y capital del estado (Morelia), ha tenido muy bajo desarrollo urbano y económico en las últimas décadas. Sin embargo, continúa siendo famoso por su alfarería.
La mayor parte del pueblo ha sido construido en adobe, madera y teja. Dentro del pueblo hay un templo que data del siglo XVI, el cual consta de un par de elementos decorativos que sobresalen, uno de ellos son los medallones con las imágenes de San Francisco de Asís, San Agustín, San Ignacio de Loyola y Santo Domingo. El segundo elemento que destaca es su torre es del siglo XIX que en el interior conserva un calvario tallado en madera.